# Отдалённый (Краснодарский край)
Отдалённый (ранее — Шпалорез) — посёлок в Апшеронском районе Краснодарского края России. Административный центр Отдалённого сельского поселения.

## История
Основан в 30-х годах прошлого столетия как посёлок Шпалорез. Здесь в то время на лесопильном заводе производили шпалы для узкоколейной железной дороги. Шпалы сплавляли вниз по реке Пшеха до Апшеронска. Позже посёлок переименовали в Отдалённый.

## Население
| 2002 | 2010 |
| ---- | ---- |
| 355  | ↗450 |

## Транспорт
Апшеронская узкоколейная железная дорога — крупнейшая горная узкоколейная железная дорога на территории России.